# Будь героем!
«Будь геро́ем!» — филателистическое название почтовой марки СССР, выпущенной 12 августа 1941 года  (ЦФА [АО «Марка»] #819; Sc #856). Является первой советской почтовой маркой, посвящённой Великой Отечественной войне 1941—1945 годов.

## Описание

Фотоплакат «Будь героем!» (художник В. Б. Корецкий, 1941)

На марке изображена сцена прощания матери с сыном-красноармейцем, уходящим на фронт. Внизу дан текст: «Будь героем!». Номинал 30 копеек. Напечатана способом глубокой (ракельной) печати. При этом во всех существующих каталогах ошибочно указывается другой способ печати — офсет.
Марка «Будь героем!» создана по мотивам первого военного фотоплаката художника В. Б. Корецкого, выпущенного под тем же названием издательством «Искусство» 30 июня 1941 года. По сведениям каталога «Стандарт-Коллекция», оформление марки было осуществлено художниками Гознака, в каталоге Соловьёва в качестве автора указан В. Б. Корецкий. В отличие от плаката, художником была изменена только одна деталь — поворот головы красноармейца.

## История
Первоначально планировалось полное перенесение плакатного сюжета на марку. Однако сильно затемнённый рисунок требовал применения способа печати, удлинявшего срок производства марки. Тогда рисунок был разложен на штрихи. Этот проект был принят и утверждён к производству.
В августе 1941 года часть тиража была вывезена со склада и поступила в почтовые отделения, другая же часть оставалась на складе. Во время одной из бомбёжек Москвы в этот склад попала авиабомба, находившаяся там часть тиража погибла. Поэтому первая военная марка теперь довольно редка.
В 1995 году журнал «Филателия» опубликовал интервью с художником оригинального плаката и автором марки «Будь героем!» В. Б. Корецким. В этой публикации Корецкий, которому на момент интервью было 86 лет, рассказал, что идею использовать рисунок плаката для почтовой марки подал тогдашний первый секретарь ЦК ВЛКСМ Н. А. Михайлов, к которому Корецкий принёс показать готовый проект плаката. Он же получил согласие на выпуск марки.

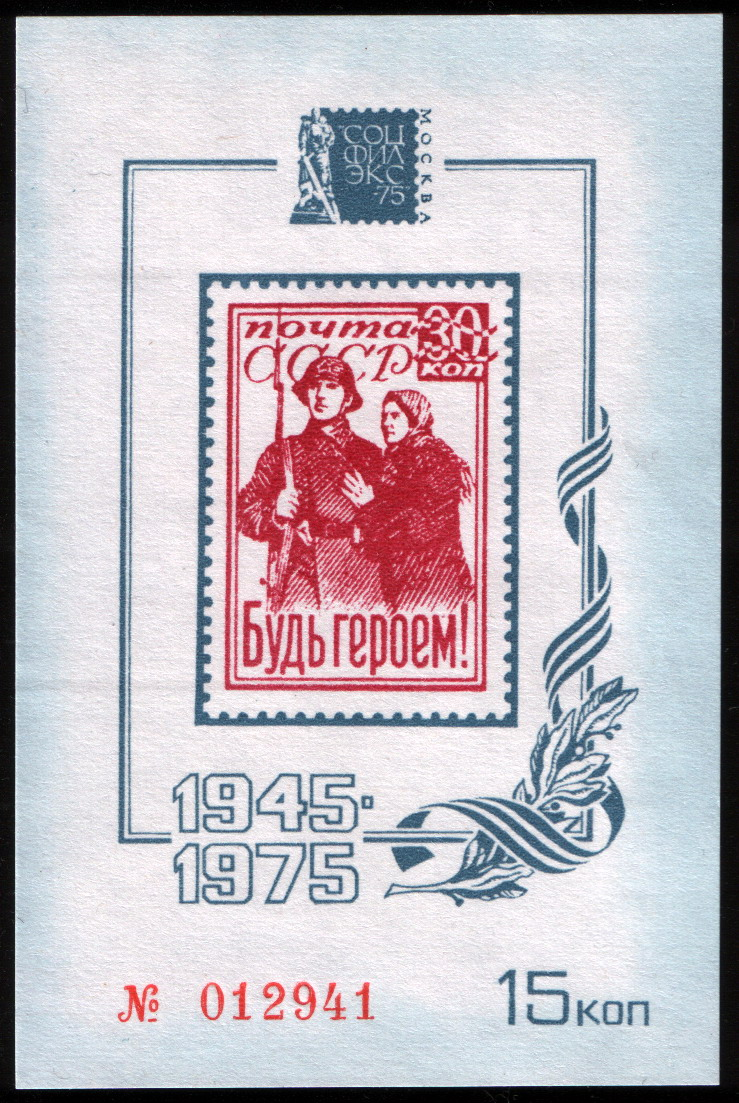
Сувенирный листок СССР, посвящённый Международной филателистической выставке «Соцфилэкс-75» (1975, 15 копеек)

В интервью художник рассказывает, что именно ему было поручено сделать отдельный рисунок для марки, немного изменив её композицию, а затем, уже при непосредственной подготовке к печати, в типографии переделали шрифт надписи и необходимые для почтовой марки элементы.

## Прочее
В мае 1975 года в Москве проходила Международная филателистическая выставка, посвящённая 30-летию Победы советского народа в Великой Отечественной войне, «Соцфилэкс-75». В честь этого события был выпущен сувенирный листок с изображением марки «Будь героем!».
Приказом Министерства культуры СССР № 120 от 23 марта 1987 года марка была внесена в список редких почтовых марок и блоков, не подлежащих вывозу (пересылке) из СССР.